# Theta Doradus
Désignations
Theta Doradus (θ Doradus / θ Dor) est une étoile géante de la constellation australe de la Dorade. Elle est visible à l'œil nu avec une magnitude apparente de 4,82, en limite nord du Grand Nuage de Magellan. L'étoile présente une parallaxe annuelle de 6,02 mas mesurée par le satellite Gaia, ce qui permet d'en déduire qu'elle est distante d'environ 166 pc (∼541 al) de la Terre. Elle s'en éloigne à une vitesse radiale héliocentrique de +10 km/s.
Theta Doradus est une étoile géante rouge évoluée de type spectral K2/3 III CNIb/II, avec le suffixe « CNIb/II » qui indique que c'est une étoile chimiquement particulière qui présente une bande du CN forte. Elle est âgée de 1,17 milliard d'années et elle est estimée être 2,23 fois plus massive que le Soleil. Le rayon de l'étoile est 16 fois plus grand que le rayon solaire, elle est 247 fois plus lumineuse que le Soleil et sa température de surface est de 4 320 K.